# Brede Station
Brede Station er en lille dansk jernbanestation ved Brede. Nærumbanen, der strækker sig fra Jægersborg til Nærum, har et stop ved stationen.
I sommeren 2010 åbnede Jernbanecafeen i Brede i stationsbygningen.

## Galleri
- Overskæring ved I.C. Modewegs Vej.
- Stationen set fra overskæringen.
- Toiletbygning.
- RegioSprinter til Nærum.